# Harman Creek
Harman Creek (également appelé Harmon Branch) est un ruisseau du comté de Crawford dans l'État américain du Missouri. C'est un affluent de la rivière Meramec.
La source du cours d'eau se trouve juste au sud de la route 8 du Missouri, à environ un mile à l'est de la communauté d'Elayer. Il rejoint le Meramec à environ trois kilomètres au sud-sud-est du parc national d'Onondaga Cave.
Harman Creek porte le nom de la famille Harman locale.